# Alain Déniel
Alain Déniel (né le 21 novembre 1946) est un historien et un traducteur français.

## Biographie
Ancien professeur d'histoire et de géographie au lycée de Nangis, en Seine-et-Marne, docteur de l'Université de Grenoble[réf. souhaitée], il est spécialisé dans les légendes irlandaises et les traductions de l'irlandais au français. Il est l'auteur de nombreux ouvrages sur le mouvement breton et sur le fascisme en France (en particulier sur Marcel Bucard).

## Publications
- Táin Bó Cúalnge, édité par Cecile O'Rahilly, Dublin, Dublin Institute for Advanced Studies, 1967.
- Le mouvement breton (1919-1945), Maspéro, coll. « Série Histoire contemporaine », 1976, 450 p. (ISBN 978-2-7071-0826-5, présentation en ligne).
- Bucard et le francisme : les seuls fascistes français, Paris, Jean Picollec, 1979,  (ISBN 978-2-86477-002-2)
- avec Jean-Christophe Cassard et Fañch Elégoët, Bretagne. L'évolution politique du mouvement breton durant les années vingt : racisme et antisémitisme, Paris, L'Harmattan, « Pluriel », 1979.
- Le Rameau rouge d'Irlande, Paris, Casterman, « Épopée », 1992.  (ISBN 978-2-203-16316-4)
- Le chien du forgeron. Textes extraits d'un cycle de légendes irlandaises du XIe et XIIe siècles, Paris, Jean Picollec, « Bibliothèque celtique », 1991,  (ISBN 978-2-86477-104-3),
- « Présentation », traduction et annotation de La Rafle des vaches de Cooley, Récit celtique irlandais, Paris, L'Harmattan, 1997,  (ISBN 978-2-7384-5250-4)